# 華語
華語指華人使用的語言，在20世紀後期是對漢語的別稱，在一些地區如星馬等地常特指有“華人共同語言”地位的現代標準漢語，但同時也可包含漢語族的各種語言或方言，尤其在影視音樂文化學術界上，或者港澳等另一些地區的使用。由於「華語」一詞具體指涉內容，在不同領域與對不同政見者會有不同含義。因此「華語」概念的多樣化界定，也成為了學界的研究課題爭議。

## 歷史
歷史上，「華語」一詞大致在隋唐代开始出现，指漢語，也用于区分“胡语”、“夷语”等，不過當時更常見的有“華言”，“漢語”等。至近现代「唐話」、「華語」是海外華人或唐人對其語言的常用的稱呼。
在中華民國成立后，「官話」已經被「國語」（老國音與新國音）所取代。新、馬當地的中文教育也從原有的方言私塾改為現代化的華文學校，至戰后，由於馬、新先後獨立建國，當地的中文教育亦本地化，原本稱為「國語」的新國音隨之更名為「華語」，并在海外流行開來。
回溯歷史時序，「華語」一詞出現時，本來是指漢語或是對各種漢語方言的統稱，這定義直到現代仍在中國大陸、香港等地運用，泛指全球华人的语言，即汉语的同义词

## 狹義化指現代標準漢語
華語在兩岸三地之外，經常用來指稱現代標準漢語，尤其以新加坡及馬來西亞為代表的東南亞地區，「华语」用來指以漢語北京音為標準音、以北方方言（官話）為標準方言的「現代標準漢語」，其他漢語被視作「方言」。
中國大陸及臺灣對外推廣现代标准汉语教學時，亦經常會將隨順各地之習慣將“普通話”或“國語”調整為“華語”。

### 馬來西亞
1955年，中華人民共和國總理周恩來在印尼萬隆會議中宣佈不再承認雙重國籍，1957年独立的马来亚联合邦亦不承認雙重國籍，因此定居於馬、新的華人必須在公民權上二選一，為配合公民身份之轉變，當地中文教育教材均開始本地化。1957年独立的马来亚联合邦将馬來語定为「國語」（Bahasa Kebangsaan），至1963年成立的馬來西亞聯邦正式通過《1963/67年國語法令》，更在各官方領域推廣馬來文為國語之運用，成為所有學校的必修科，當地華文學校亦自然必須將原稱為「國語」、「國文」的中華民國國語（現代標準漢語）重新正名，因此，基於“華人”共同民族身分的“華語”、“華文”就正式取代「國語」、「國文」，成為現代標準漢語之定稱，而粵語和閩南話等其他漢語方言則統稱為“華人方言”。
1965年脫離馬來西亞獨立的新加坡亦延續此用法，并將華語列為官方語言。1979年李光耀在新加坡發起讲「华语」运动，推動當地華人「多說华语」、「少講方言」，這運動後來也被馬來西亞的華人社會所效仿。在此運動，華人在社區或家庭裏增加「华语」之使用，在華文學校更嚴格禁止學生說「方言」，違者遭校規處罰。「華語」意義被改變，成為當地現代標準漢語之名稱，乃在這段時空背景之下產生出來。
中國大陸在“推廣普通話”之時，亦經常以新加坡的“講華語運動”為例子。

### 台灣（中華民國）
台灣（中華民國）的華語，是指以注音符號拼讀、並融入臺灣在地語彙的現代標準漢語，即現今之中華民國國語。國立金門大學「華語文學系」及國立臺灣師範大學「華語文教學系」主要教授標準漢語及中國古文。臺灣亦開設專供外國人學習語言之機構或臺灣派往國外之教學師資培訓單位，如國立臺灣大學語文中心「國際華語研習所」、國立政治大學「華語文教學中心」、銘傳大學「華語文教學系」等。
2005年起由教育部籌辦之華語文能力測驗，其「華語」拼寫和聽力以《重編國語辭典修訂本》所審訂的中華民國國語為依據。
1990年起由台灣官方發起的金曲獎，自2021年起「國語」獎項易名「華語」獎項，與台語、客語等其他漢語獎項並列。
中華民國《教育部臺灣客語辭典》將華語解釋為「華人的共通語言。為外國人士及海外華人地區所稱，或為臺灣及大陸地區對外所稱。」

## 文化中的廣義華語
在早期，新馬地區就將港產片（粵語）、廈語片（閩語閩南片）、國語片（北京官話）一概稱為「華語電影」；把多種漢語的歌曲都稱作「華語歌曲」。縱使當地已經將“華語”作為標準漢語之正式名稱，但在當地中文影視圈仍習慣將華人方言以“華語方言”之解讀包含在其中，此詞彙之用法遍及香港、澳門、廣東、中國大陸一些地區、臺灣、及東南亞國家等。至今，臺灣、香港、澳門、廣東等地仍不時使用此意義，而涉及上述等領域或範疇的文化與研究，亦沿用其本義。
比如有“華語圈的奧斯卡”之稱的金馬獎，自1990年代以來逐漸放寬語言之限定，從最初的國語（現代標準漢語）到後來只要演員過半是華人，不論所操是否标准漢語均可參加，也加深了“廣義的華語”之印象。

### 學術界
學者論及「華語」時常常要開一段闡釋其廣義和狹義的用法，然後該論文再擇其中一義展開論述。例如臺灣師範大學編《華語語音學》的研究主題採華語的狹義（即現代標準漢語的語音學，如漢語拼音），並在總論說明華語的廣義用法「面對世界上其他語言的時候，習慣上我們都說這些汉语是中國話，是華語，是Chinese」。採其廣義的例子有，史書美「台灣最常使用的華語是閩南話」。

### 香港
香港仍然使用華語的本義，指多種漢語族語言或方言。曾有報刊廣告視「粵語」不屬於「華語」，而受語文界批評，指出「這種『分』法，是把粵語排斥在華語之外，不合邏輯」，沒有理由跟隨新加坡官方「胡說亂道」。